# Баттиста ди Кампофрегозо Младший
Баттиста ди Кампофрегозо (итал. Battista Fregoso; Генуя, 1450 — Рим, 1505) — дож Генуэзской республики.

## Биография
Баттиста — сын дожа Пьетро ди Кампофрегозо, правившего в 1450—1458 годах, и Бартоломеи Гримальди (дочери Джованни, правителя Монако, Ментоны и Рокебрюн). Его называли Баттистино, чтобы отличить от своего деда. 
Часть юности он провёл у своих родственников, князей Пьомбино. Воспитанием Баттисты занимался Раймондо Сончино, так что он получил гуманитарное и военное образование. В зрелом возрасте он также занимался написанием книг.
Покинув Пьомбино, Баттиста переехал в Нови-Лигуре, феод, предоставленный герцогом Милана егу отцу в обмен на военную помощь. В 1478 году, воспользовавшись анархией в Генуе, раздираемой постоянными угрозами гражданской войны между олигархическими группировками, Баттиста выдвинулся из Нови во главе хорошо вооружённого отряда и, войдя в город, деньгами обеспечил себе поддержку влиятельного рода Фиески. В итоге 25 ноября 1478 года Генуя объявила о независимости от Милана, а Баттиста был избран дожем. У власти он провёл пять лет, пока не был свергнут в 1483 году своим собственным дядей, кардиналом Паоло ди Кампофрегозо.
Паоло также присвоил удел Нови и передал его своему внебрачному сыну Фрегозино. Батиста был вынужден искать убежище во Франции, якобы чтобы посвятить себя изучению истории и литературы. 
Вызванный на родину противниками дожа Паоло, он не сумел вернуть себе власть: несмотря на смещение своего дяди в 1488 году, вновь оккупировавшие Геную миланцы изгнали всех членов семьи Фрегозо. В изгнании Баттиста написал оперу Fatti e detti memorabili. 
Лодовико Сфорца вернул Баттисте его владения, тем не менее он имел с миланским герцогом и французским королём неоднозначные отношения.
Баттиста провел последние дни своей жизни в Риме, где он надеялся получить помощь Юлия II. Умер в 1504 году и был похоронен в церкви Сант-Агостино в Генуе.